# Cratere Nauplius
Nauplius è un cratere sulla superficie di Febe.